# Walter Olitzki
Walter Olitzki né le 17 mars 1899 à Altona (aujourd'hui Hambourg) et mort le 2 août 1949 à New York est un baryton germano-américain. Il est le neveu de Rosa Olitzka. En décembre 1939, il interprète le rôle de Beckmesser au Metropolitan Opera de New York, il y reste jusqu'en 1947. À la fin de sa vie, il s'est spécialisé dans les rôles wagnériens. 

## Biographie

### Jeunesse et formation
Walter Olitzki est né le 17 mars 1899 à Altona près de Hambourg. Peu de chose ne nous sont parvenus sur sa famille. Sa tante, Rosa Olitzka (1873-1949) est une chanteuse d'opéra au Metropolitan Opera. 
Olitki reçoit une solide formation à Berlin avec le célèbre professeur de chant Ernst Grenzebach. En 1923, Olitzki est allé au Stadttheater de Königsberg (aujourd'hui Bremerhaven) pendant 10 ans et a ainsi chanté avec Richard Strauss, Max von Schillings, Hans Pfitzner et Hermann Scherchen. 
En 1930, il participe à la première mondiale de l'opéra d'Ernst Toch Der Fächer à Königsberg. Au cours de cette première période, il est également apparu dans les opéras Wozzeck (rôle-titre) d'Alban Berg, Cardillac de Paul Hindemith et Jonnyspiel auf (Daniello) d'Ernst Krenek. Il a également participé à des émissions d'opéra et de concert sur Königsberger Rundfunk et est apparu en tant qu'invité à l'Opéra d'État de Berlin.

### Ère nazie
L'engagement à l'opéra de Königsberg a pris fin en 1933, car il n'était plus employé sur les scènes allemandes après l'arrivée au pouvoir des nazis en raison de sa religion juive. Il est devenu membre de la Chambre de musique du Reich, mais a de nouveau été expulsé de cette organisation professionnelle le 19 août 1935 en raison de l'article 10 du « Premier décret d'application de la loi sur la Chambre de la culture du Reich » dénonçant ainsi un « juif à part entière ».
Il trouve son occupation principale dans les années 1933-1938 sur la scène de l'Association culturelle juive de Berlin. Il y apparaît dans les opéras suivants : 
- Doktor und Apotheker (Apotheker) de Karl Ditters von Dittersdorf
- Les Noces de Figaro (Figaro) de Wolfgang Amadeus Mozart
- Fidelio (Rocco) de Ludwig van Beethoven
- Le Barbier de Séville (Basilio) de Giachimo Rossini
- Don Pasquale (Malatesta) de Gaetano Donizetti
- Si j'étais roi d'Adolphe Adam
- Les Contes d'Hoffmann et La Belle Hélène (Ajax I) de Jacques Offenbach
- Die Bartered Bride (Kezal)
- Die Fledermaus (Dr. Falke) de Johann Strauss
- Carmen  (Zuniga) de George Bizet
- Samson et Dalila (Prêtre) de Camille Saint-Saëns
- Nabucco (Prêtre du Baal), La Traviata (Germont sr.), Rigoletto (rôle-titre) de Giuseppe Verdi
- Ein Maskedball (Silvano)
- Eugen Onegin de Piotr Illitch Tchaïkovski (rôle-titre)
- La Bohème (Colline) de Giacomo Puccini
- The Curious Women"(Arlecchino) et I quattro rusteghi (Felice) d'Ermanno Wolf-Ferrari.

En 1936, le baryton allemand se produit également à Hambourg avec un orchestre de chambre, exclusivement composé de musiciens juifs, dirigé par Edvard Moritz. 
L'année suivant à Berlin en 1937 il donne de la voix pour Israël en Égypte de Georg Friedrich Haendel. Olitzki participe également à une soirée d'opéra à Berlin qui se répète plusieurs fois en mai 1938. Parallèlement à ses apparitions dans le cadre de l'Association culturelle juive, il fait des apparitions à l'étranger, par exemple dans Die Meistersinger de Richard Wagner lors de la saison 1936/1937 à l'Opéra d'Amsterdam et dans le rôle d'Alberich dans Der Ring des Nibelungen de Richard Wagner en 1937 à Monte-Carlo.

### Exil aux Etats-Unis
En 1939, Walter Olitzki quitte l'ensemble du Berliner Kulturbundoper. Il a réussi à s'exiler aux États-Unis, où il est rapidement redevenu actif en tant que chanteur d'opéra. Il fait ses débuts au Metropolitan Opera de New York le 2 décembre 1939 avec le Beckmesser dans Die Meistersinger de Richard Wagner. Jusqu'en 1947, il apparaît pendant huit saisons au Metropolitan Opera et a été entendu dans 23 représentations de Parsifal de Richard Wagner seul dans le rôle de Klingsor, ainsi qu'Alberich dans Der Ring des Nibelungen et Steuermann dans Tristan und Isolde ainsi que comme Angelotti dans La Tosca de Giacomo Puccini et comme Faninal dans Der Rosenkavalier de Richard Strauss.
Parallèlement, entre 1940 et 1948, il est également engagé à l'Opéra de San Francisco. Il y interprète à nouveau des rôles wagnériens extraits de Tristan und Isold (Melot), Alberich dans Der Ring des Nibelungen, Beckmesser dans Die Meistersinger. 
Il est également apparu dans les opéras suivants : 
- Louise (premier philosophe) de Gustave Charpentier (premier philosophe)
- Les Contes d'Hoffmann (Schlemihl) de Jacques Offenbach
- Carmen (Zuniga) de George Bizet
- Manon (Wirt) de Jules Massenet
- Boris Godunov (Lowitzki, Tschernjakowski) de Modeste Moussorgski
- La Traviata (Marquis d'Obigny) de Giuseppe Verdi
- La Bohème (Benoît) et Madame Butterfly (Alcindoro) de Giacomo Puccini
- Der Rosenkavalier (Faninal) de Richard Strauss

Il a également chanté des rôles similaires à l'Opéra de Philadelphie de 1940 à 1944 et à Pittsburgh en 1947.

### Mort
Walter Olitzki meurt d'un cancer le 2 août 1949 à New York à l'âge de cinquante ans. Dans la nécrologie du New York Times, il a été honoré en tant que spécialiste de Wagner